# 工藤虎豐
工藤虎豐（1490年－1537年／1532年）是日本戰國時代的武將。父親是工藤祐包。

## 經歷
在延德2年（1490年）出生。父親祐包是甲斐武田氏家臣。永正4年（1507年），武田氏當主武田信繩病死，在信繩的嫡子信直（後來的信虎）與叔父油川信惠爭奪家督時，與小山田彌太郎一同屬於油川方。永正5年（1508年），在信虎殺死信惠後，被允許降伏而歸参。以後仕於信虎，受其賜予偏諱，於是改名為虎豐。
天文5年（1536年），駿河國的今川氏親病死，嫡子栴岳承芳（後來的今川義元）和庶子玄廣惠探之間爆發家督之爭（花倉之亂），被擊敗的玄廣惠探方家臣投靠信虎而前往甲斐國，在信虎命其全員切腹時，因為堅持進諫而觸怒信虎，最後被殺（有諸多説法）。

## 死後
死後，嫡子昌祐率領一族離開甲斐，工藤家一時斷絕；次子祐長（後來的內藤昌豐）在返回甲斐前，一直在諸國流浪。

## 外部連結
- 武家家伝＿内藤氏 （页面存档备份，存于）